# Уэст, Барбара
Барбара Джойс Дейнтон (англ. Barbara Joyce Dainton, 24 мая 1911 — 16 октября 2007) — предпоследняя оставшаяся в живых после столкновения «Титаника» с айсбергом 14 апреля 1912 года.

## Юность
Барбара Джойс Уэст родилась в Борнмуте, Англия, 24 мая 1911 года в семье Эдви Артура Уэста и Ады Мэри Уорт. Ада родила первую дочь Констанцию в 1907 году и была беременна третьим ребёнком, когда путешествовала на борту «Титаника».
Эдви решил начать бизнес по выращиванию фруктов в Гейнсвилле, штат Флорида, и вместе со своей женой и двумя детьми отправился туда на «Титанике».

## На борту «Титаника»
Барбара, её родители и старшая сестра Констанс поднялись на борт «Титаника» 10 апреля 1912 года в Саутгемптоне, Англия, в качестве пассажиров второго класса. Барбаре было всего десять месяцев и восемнадцать дней, она была вторым по молодости пассажиром на борту корабля. В одном из интервью Барбара рассказала, что до сих пор помнит крики, доносившиеся с тонущего корабля, а также то, как отец отвёл её на шлюпочную палубу и посадил её в шлюпку, попрощавшись сквозь слёзы.
Когда «Титаник» столкнулся с айсбергом в 23:40 14 апреля 1912 года, Барбара спала в своей каюте. Позже её мать, Ада, вспоминала:

Мы все спали, когда произошло столкновение, мы почувствовали только небольшую тряску, мой муж и дети даже не проснулись, и только спешка пассажиров снаружи вызвала у нас тревогу. Стюард заставил нас всех встать и как следует тепло одеться. Артур надел на детей спасательные жилеты и отнес их на шлюпочную палубу. Я последовала за ним с сумкой. Проводив нас в спасательную шлюпку, Артур вернулся в каюту за термосом с горячим молоком и, обнаружив, что шлюпка спущена, добрался до неё с помощью веревки, отдал мне фляжку и, попрощавшись, вернулся на палубу корабля.

Барбара, её мать и сестра выжили во время катастрофы и были подобраны судном «Карпатия». Её отец погиб и его тело, если и было найдено, то так и не было опознано.
Оставшись без мужа с двумя детьми на руках и с третьим ребёнком на подходе, Ада отказалась от решения начать в США новую жизнь и 6 мая Уэсты вернулись в Ливерпуль на борту «Селтика», другого судна компании «White Star Line». 14 сентября Ада родила третью дочь, Эдвину Джоан.

## Дальнейшая жизнь
Ада Уэст умерла 20 апреля 1953 года в возрасте 74 лет, а Констанс — 12 сентября 1963 года в возрасте 56 лет. Эдвина вышла замуж за британского дипломата и жила в Англии и на Багамах.
В детстве Барбара посещала школу-интернат в Англии, затем поступила в среднюю школу Труро для девочек и колледж Святого Луки в Эксетере. После окончания колледжа Барбара работала гувернанткой в семье Корнуоллов и переехала с ними в Испанию до начала гражданской войны в Испании в 1936 году. После возвращения в Англию Барбара преподавала в средней школе в Гилфорде, Англия.
В 1950-х годах Барбара преподавала в школе в Труро, а затем стала заместителем начальника отдела физического воспитания в Плимстокской школе.
В 1938 году Барбара вышла замуж за Стэнли Уайндера, регбиста. Они были женаты в течение 13 лет, в 1951 году Стэнли умер от сердечного приступа. Второй раз Барбара была замужем за Уильямом Эрнестом Баррелем Дейнтоном, с 1952 года до его смерти в 1990 году.
На протяжении всей своей жизни Барбара избегала всякой огласки, связанной с «Титаником». По мере того как она старела и становилась одной из немногих выживших, интерес к истории Барбары рос, но она отказывалась обсуждать катастрофу с посторонними, часто говоря, что не хочет иметь ничего общего с людьми с «Титаника». Она изредка общалась с британским сообществом «Титаника», но общение тщательно скрывалось.
В более поздние годы она жила в Труро, где добровольно работала гидом в Кафедральном соборе, где хранится мемориальная доска, посвящённая её отцу.
Барбара умерла 16 октября 2007 года в Труро, Корнуолл, в возрасте 96 лет. Её похороны состоялись 5 ноября в кафедральном соборе Труро. Чтобы избежать нежелательного внимания и сохранить конфиденциальность, Барбара настояла на том, чтобы её похороны состоялись до того, как будет объявлено о её смерти.